# Lophochernes bicarinatus
Espèce
Lophochernes bicarinatus est une espèce de pseudoscorpions de la famille des Cheliferidae.

## Distribution
Cette espèce se rencontre au Japon et à Taïwan.

## Description
L'holotype mesure 3 mm.

## Publication originale
- Simon, 1878 : Description d'un genre nouveau de la famille des Cheliferidae. Bulletin de la Société Zoologique de France, vol. 3, p. 66 (texte intégral).